# Canton de Haut de la Vingtaine de la Ville

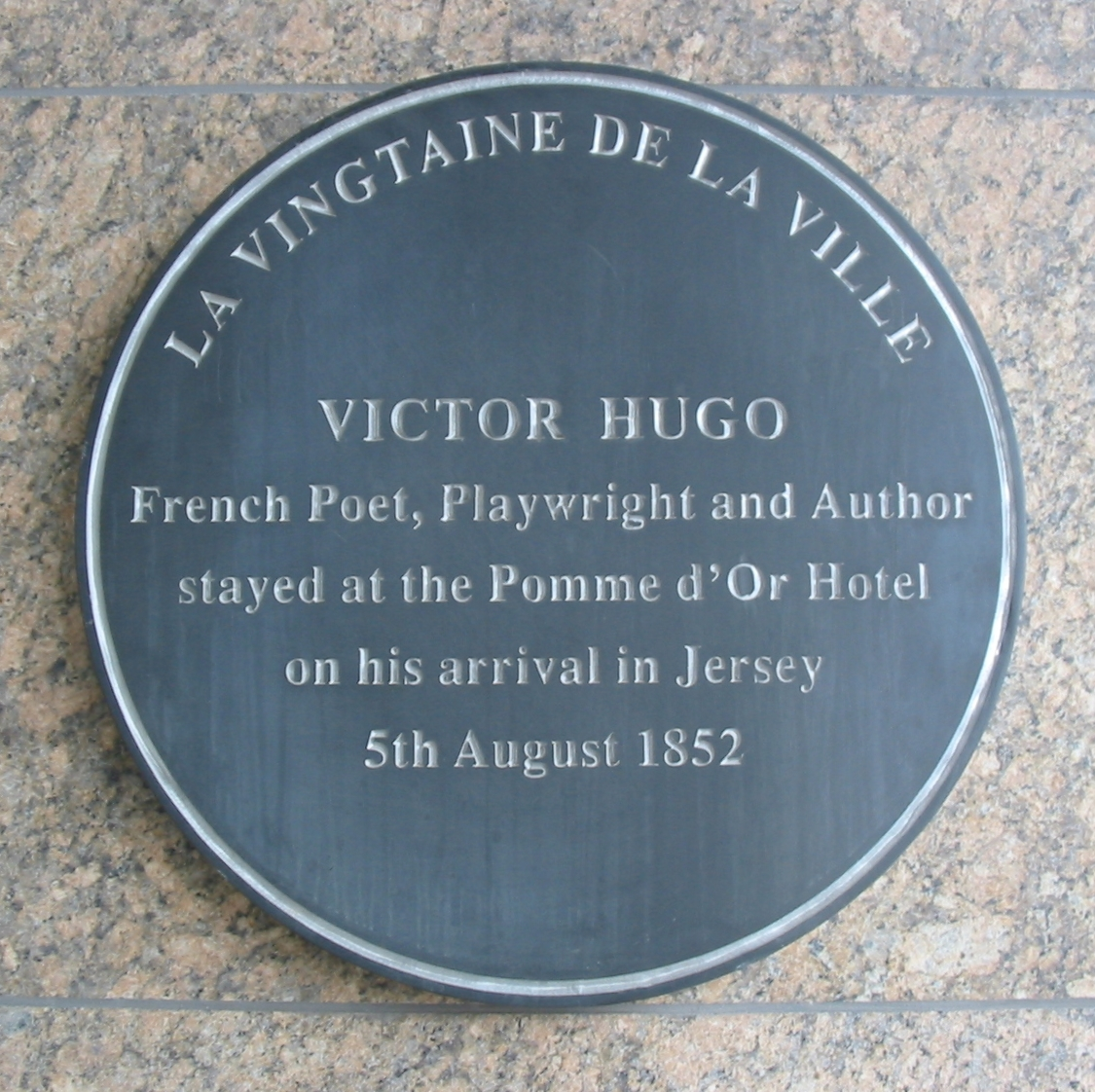
Plaque commémorant le séjour d’Hugo à Saint-Hélier

- Le Canton de Haut de la Vingtaine de la Ville (Lé Canton dé Haut d’la Vîngtaine d’la Ville en jersiais) est l’une des deux subdivisions administratives de la Vingtaine de la Ville de la paroisse de Saint-Hélier à Jersey dans les îles de la Manche.

La division de la Vingtaine de la Ville en deux cantons remonte à 1813.